# Titus Iulius Arrianus
Titus Iulius Arrianus war ein im 2. Jahrhundert n. Chr. lebender Angehöriger des römischen Ritterstandes (Eques).
Ein auf den 24. September 151 datiertes Militärdiplom belegt, dass Arrianus 151 Kommandeur der Cohors I Ulpia Brittonum milliaria war, die zu diesem Zeitpunkt in der Provinz Dacia Porolissensis stationiert war. Er stammte aus Rom.